# Strange fruits -奇妙な果実-
『Strange fruits -奇妙な果実-』（ストレンジ フルーツ きみょうなかじつ）は、Plastic Treeの1枚目のオリジナルアルバム。1995年12月11日発売。発売元はGIO RECORDS。

## 概要
インディーズ時代のアルバム。Plastic Treeとしてリリースされた最初の音源である。EBY（元ZI:KILL）がプロデュースに参加している。
1997年6月25日に2nd press版が発売された。2nd press版は初回盤（1st press）とはパッケージが異なっている。初回盤にのみボーナストラック「メイク」が収録されている。

## 収録曲
1. psycho garden
  - 作詞：竜太郎[2]、作曲：正
  - メジャーデビュー後に「サイコガーデン」と曲名をカタカナ表記に改め、ベスト・アルバム『Cut 〜Early Songs Best Selection〜』（2001年3月7日発売）に再録された。以後再録される際には、「サイコガーデン」表記で収録されている。
2. twice
  - 作詞：竜太郎、作曲：正
3. クリーム
  - 作詞：竜太郎、作曲：正
4. rusty
  - 作詞：竜太郎、作曲：正
  - メジャー29thシングル『ムーンライト――――。』に「Rusty」として再録された[3]。
5. 銀の針
  - 作詞：竜太郎、作曲：正/竜太郎
6. 変化
  - 作詞・作曲：正
  - メジャー2ndシングル『本当の嘘』に「アブストラクト マイ ライフ」としてアレンジされた上で再録された。
7. メイク
  - 作詞・作曲：Plastic Tree
  - ボーナストラック。初回盤（1st press）のみに限定収録。

## 収録アルバム
オリジナル
- 『Puppet Show』（#3）

ベスト
- 『Cut 〜Early Songs Best Selection〜』（#1、#2、#3）
- 『Premium Best』（#1、#3）
- 『Premium Best 〜2010 Expanded Edition〜』（#1、#3）